# Maître Gims
Gandhi Djuna, mais conhecido como Maître Gims (Kinshasa, Zaire - atual República Democrática do Congo - 6 de maio de 1986) é um rapper e cantor congolês,  também membro e líder do grupo de rap Sexion d'Assaut, ao qual pertence desde 2002.
Gandhi Djuna nasceu no antigo Zaire, no seio de uma família de músicos. Seu pai, Djanana Djuna era vocalista da banda, Papa Wemba. Seus irmãos também são rappers.  A família emigrou para a França quando ele tinha 2 anos de idade.
Em 2013, Mâitre Gims lançou o seu álbum de estreia a solo, "Subliminal" (nº 2 na França, nº 1 na Valónia e nº 11 na Suíça), que vendeu mais de um milhão de cópias, obtendo o certificado de disco de diamante.
Em 2015, lança o seu segundo álbum a solo, "Mon cœur avait raison" (nº 1 na França e Valónia, nº 3 na Suíça, nº 4 na Dinamarca e nº 20 na Itália), que conta com colaborações com artistas como Sia e Gucci Mane. O álbum é reeditado em 2016